# Xenus
Xenus is een geslacht van vogels uit de familie strandlopers en snippen (Scolopacidae). Het geslacht telt één soort:

## Soorten
- Xenus cinereus – Terekruiter